# 興隆次分區

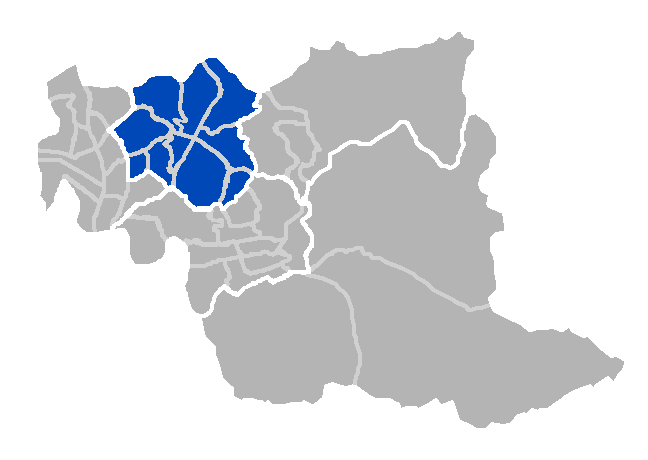
興隆次分區於文山區內的位置。

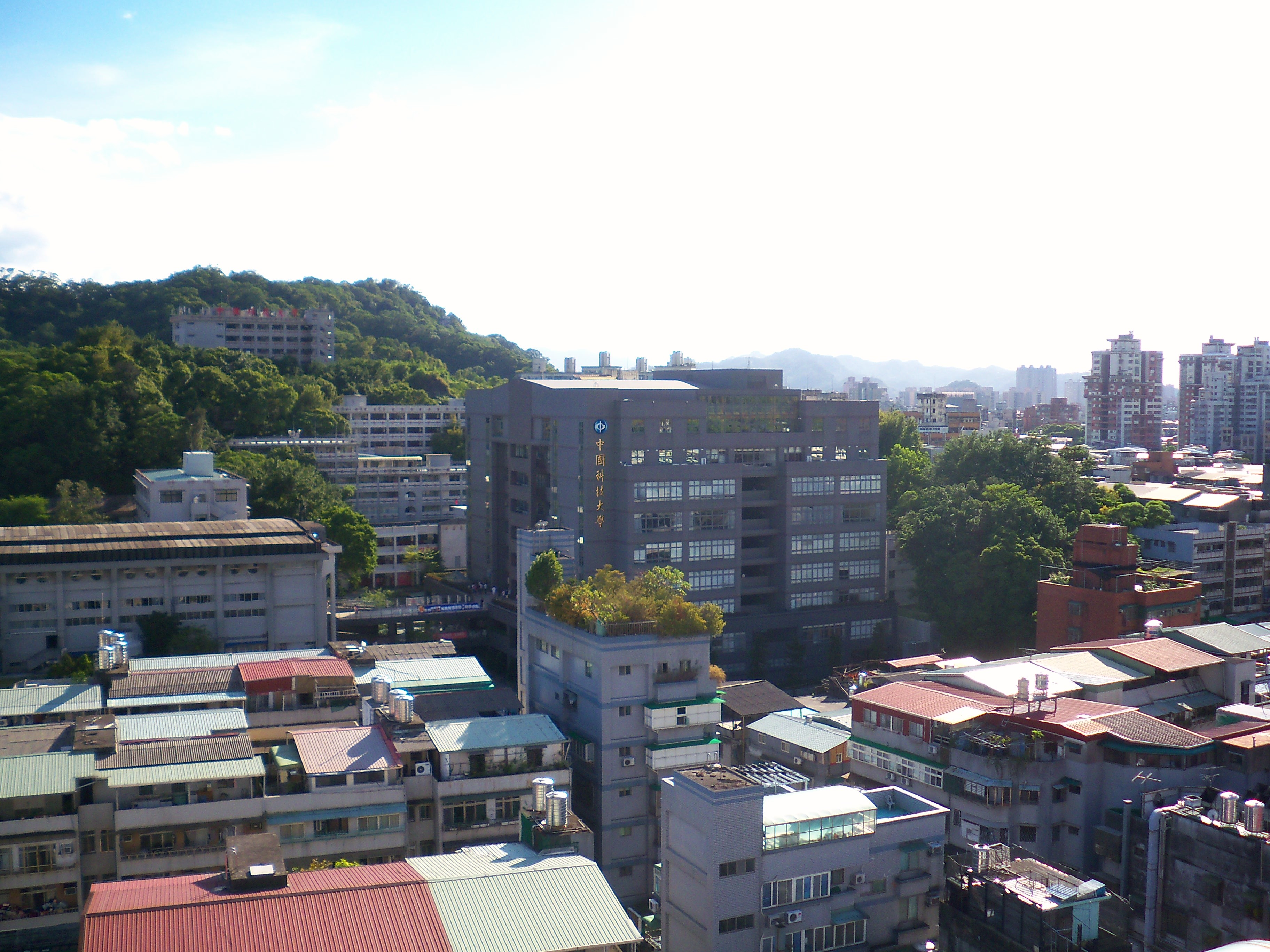
中國科技大學文山校區。

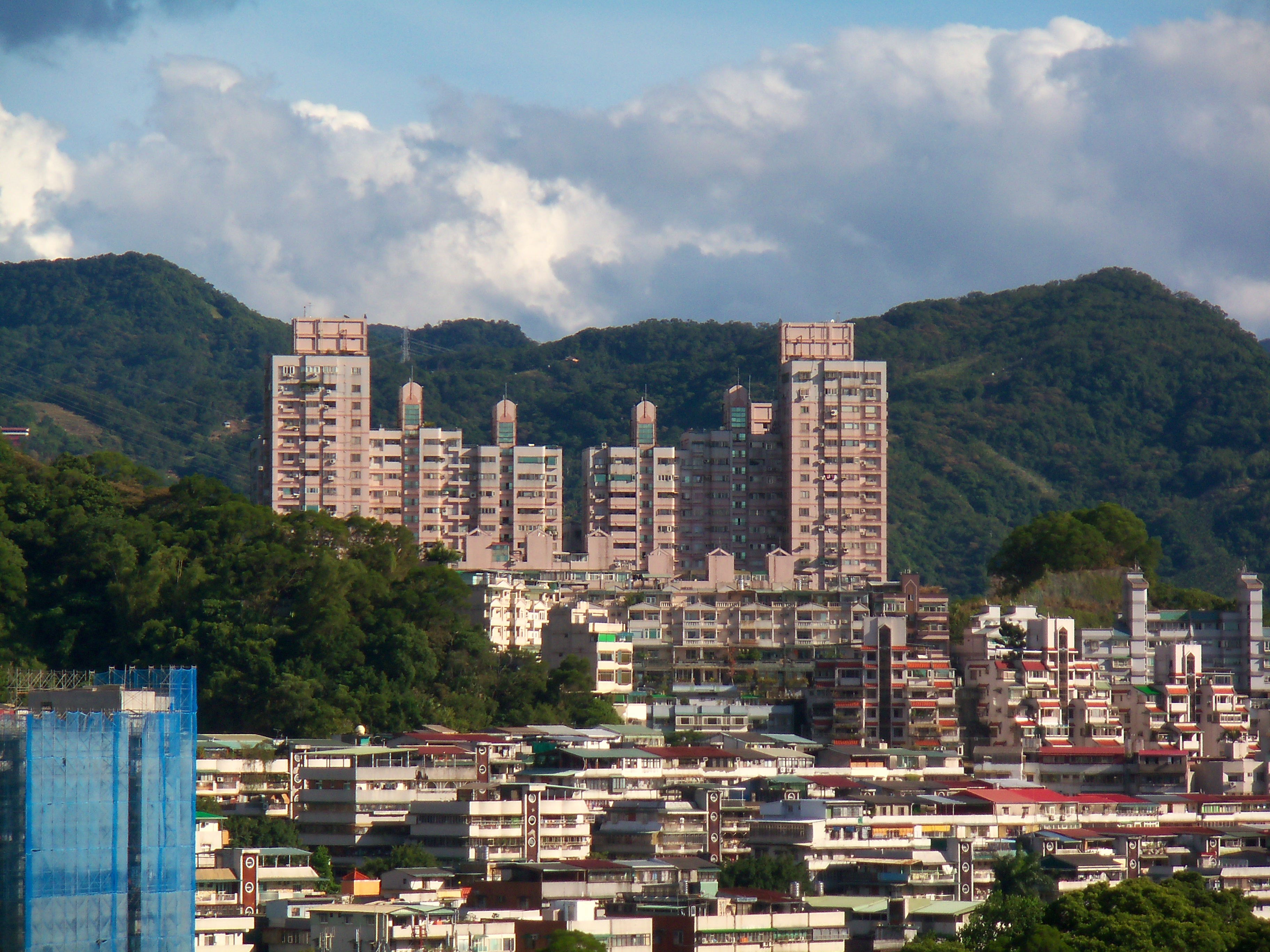
興隆路三段185巷、207巷的住宅區。

興隆次分區是屬於台北市文山區的一個次分區。以興隆路一至三段沿線區域為其分佈。於景美、木柵合併成為文山區之前，本區屬於景美區的一部份。
除萬芳醫院週邊為商業區外，興隆次分區大致上以住宅區為主，屬於公教人員居住較多的社區。前任中華民國總統馬英九亦設籍於本分區內。

## 行政區域
| 興 福 村 | 興福里          | 興福里 | 興福里 |
| 興 福 村 | 興福里          | 興福里 | 興安里 |
| 興 福 村 | 興福里          | 興豐里 | 興豐里 |
| 興 福 村 | 興福里          | 興豐里 | 興邦里 |
| 興 福 村 | 興德里 ↓ 興得里 | 興得里 | 興得里 |
| 興 福 村 | 興德里 ↓ 興得里 | 興得里 | 興昌里 |
| 興 福 村 | 興德里 ↓ 興得里 | 興旺里 | 興旺里 |
| 興 福 村 | 興德里 ↓ 興得里 | 興旺里 | 興泰里 |
| 興 福 村 | 興德里 ↓ 興得里 | 興旺里 | 興業里 |
| 興 福 村 | 興德里 ↓ 興得里 | 興光里 | 興光里 |
| 興 福 村 | 興德里 ↓ 興得里 | 興光里 | 興家   |

## 區域設施

### 政府
- 海洋委員會海巡署
- 國防部軍法司
- 文山第二戶政事務所
- 台北市公務人員訓練處
- 文山社福中心

### 教育

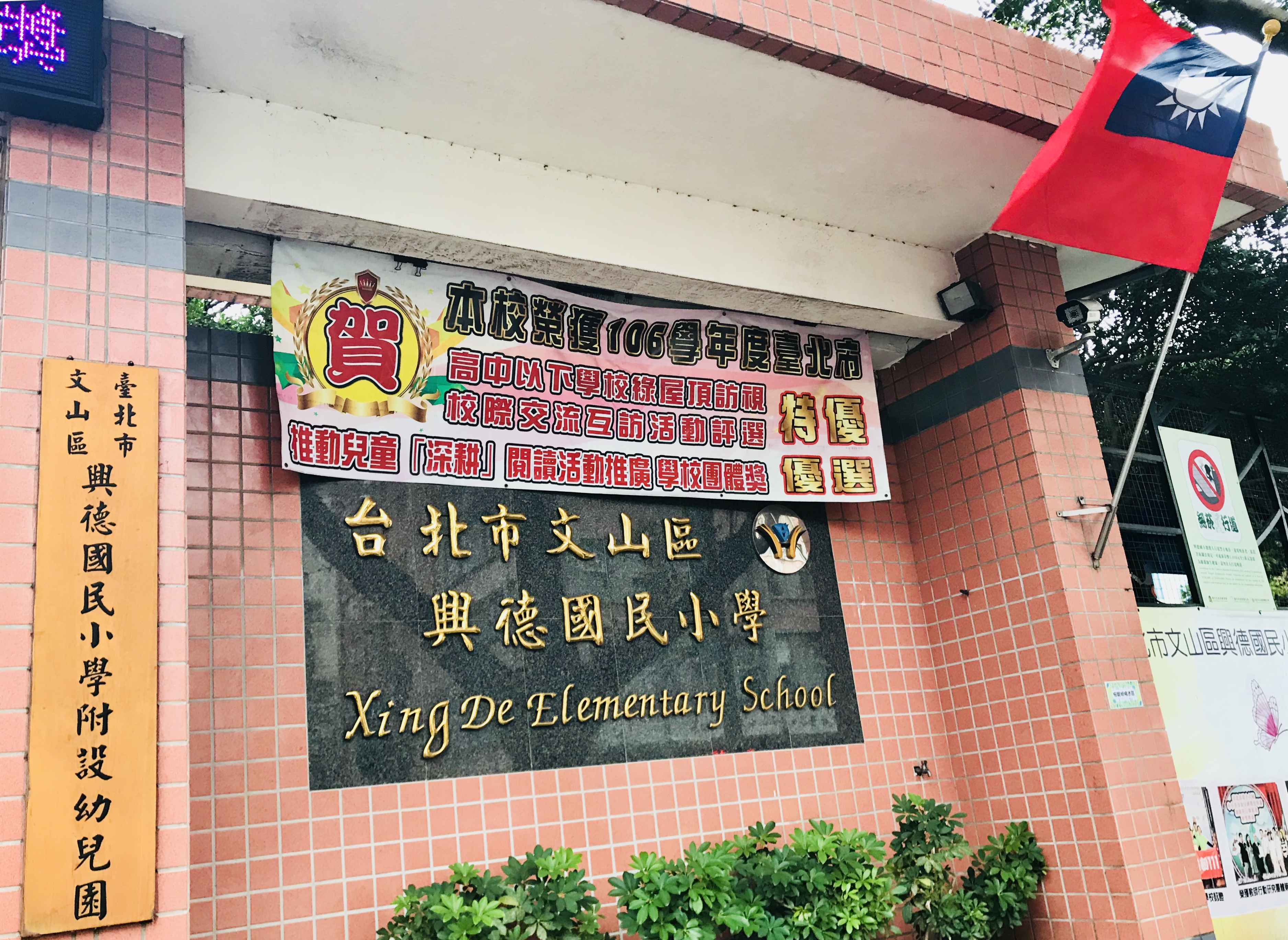
興德國小

- 中國科技大學
- 臺灣警察專科學校
- 萬芳高中
- 興福國中
- 興德國小
- 興隆國小
- 興華國小
- 辛亥國小
- 臺北市私立靜心高級中學
- 臺北市立圖書館文山分館

### 醫療
- 臺北市立萬芳醫院

### 交通
- 台北捷運文湖線
  - 辛亥站
  - 萬芳醫院站
- 五段
  - 台北捷運新店線萬隆站（214號）
  - 武功國小（興隆路口）
- 四段
  - 台北捷運新店線景美站（218號）
  - 台北市政府警察局文山第二分局（景中街口）
  - 滬江高級中學（338號）
  - 景美夜市商圈
  - 全國加油站總公司（140號）
- 辛亥隧道
- 懷恩隧道
- 興隆路一、二、三段
- 辛亥路四、五段
- 福興路
- 欣欣客運興隆站

### 商業
- 萬芳醫院商圈
- 興隆市場
- 興德市場

### 休閒
- 仙跡岩
- 文山景美運動公園
- 興隆公園
- 仙岩公園
- 興豐公園
- 萬隆東營區社會福利設施
- 愛眉山莊（大豪寶殿）